# Tamayo (apellido)
Tamayo es un apellido que tiene su origen en la localidad de Tamayo, existente desde el año 950, cerca de Oña, en la provincia de Burgos, con ramas en Navarra y el País Vasco así como en América. 
Desde sus orígenes, el apellido estuvo muy presente en la nobleza, creándose incluso títulos nobiliarios con este apellido, como el marquesado de Casa Tamayo, creado en 1775 a favor de Andrés Tamayo y Barona de Alarcón. 
En el Perú, a una de las ramas descendientes de este apellido, los Tamayo de Mendoza, les fue concedido el marquesado de Villahermosa de San José hacia finales del siglo XVII.
Según las estimaciones, en Venezuela hay más de 5300 personas que comparten el apellido, tratándose del 919° apellido más común en el país.

## Descripción del escudo de armas
Existen distintos escudos de armas para el apellido Tamayo:
- En campo de plata un castillo de gules, cuadrado con tres almenas y tres torres, cimentado sobre una roca en su color natural.

- En campo de azur, cinco torres de plata, almenadas de oro, puestas en sotuer, entre las dos del jefe, una estrella de oro; en punta, un castillo de plata almenado de oro. Bordura de oro, con ocho aspas de gules. Lema: Su poder es infinito, así al grande como al chico.

- En campo de azur, una estrella de oro, entre dos hierros de lanza; bordura de plata, con cuatro armiños de sable.

- En Toledo: En campo de gules, una banda de plata, entre cinco estrellas de oro, tres arriba y dos abajo.

## Datos del apellido en España
Más del 5% de los españoles que se apellidan Tamayo viven en Álava.
Datos por provincia
| Provincia | Posición que ocupa | N.º personas   |
| Álava     | 441º apellido.     | 360 personas.  |
| Madrid    | 620º apellido.     | 1718 personas. |
| Canarias  | 796º apellido.     | 366 personas.  |
| Barcelona | 791º apellido.     | 1210 personas. |
| Sevilla   | 1385º apellido.    | 368 personas.  |
| Málaga    | 1579º apellido.    | 356 personas.  |

- Datos: Q6138448
- Multimedia: Tamayo (surname) / Q6138448